# Муйшин
Муйшин — река в Забайкальском крае России, правый приток Юмурчена (бассейн реки Витим), протекает по территории Тунгокоченского района.
Длина реки составляет 134 км, площадь водосбора — 1380 км².
Река Муйшин берёт своё начало на северо-западном склоне Яблонового хребта с высоты примерно 1260 м над уровнем моря. Генеральным направлением течения реки является юго-запад. Сливается с Юмурченом в 50 км от устья, на высоте 863 м над уровнем моря.
Притоки реки (от истока):
- правые: Кумар, Увдысь, Гулани, Мукчани;
- левые: Чаригда, Ниндукачи, Дукувучи, Чекчикек, Муйшикан, Каравкит, Каравкиткан[9][10].